# Черемушинский сельсовет (Красноярский край)
Черемушинский сельсовет — сельское поселение в Каратузском районе Красноярского края.
Административный центр — село Черемушка.

## География
| наименование населенного пункта        | удаленность от центра сельского поселения, км | удаленность от центра района, км |
| село Черемушка, административный центр |                                               | 11                               |
| деревня Верхний Суэтук                 | 18                                            | 30                               |
| деревня Куркино                        | 7                                             | 22                               |
| деревня Старомолино                    | 14                                            | 24                               |
| деревня Чубчиково                      | 7                                             | 17                               |
| деревня Шалагино                       | 4                                             | 14                               |

## Население
| 2010 | 2012  | 2013  | 2014  | 2015  | 2016  | 2017  |
| ---- | ----- | ----- | ----- | ----- | ----- | ----- |
| 1115 | ↘1089 | ↘1070 | ↘1044 | ↗1066 | ↘1050 | ↘1024 |

## Состав сельского поселения
| № | Населённый пункт | Тип населённого пункта       | Население |
| - | ---------------- | ---------------------------- | --------- |
| 1 | Верхний Суэтук   | деревня                      | ↗193      |
| 2 | Куркино          | деревня                      | ↗47       |
| 3 | Старомолино      | деревня                      | ↗82       |
| 4 | Черемушка        | село, административный центр | ↗733      |
| 5 | Чубчиково        | деревня                      | ↗130      |
| 6 | Шалагино         | деревня                      | ↗142      |

## Местное самоуправление
Черемушинский сельский Совет депутатов
Дата избрания: 14.03.2010. Срок полномочий: 5 лет. Количество депутатов: 10
Глава муниципального образования
- Алаева Елена Николаевна. Дата избрания: 04.12.2011. Срок полномочий: 5 лет

## Инфраструктура
Средняя школа в с. Черемушки (посещают 105 учащихся и В. Суэтуке начальная, обучаются 14 детей), детский сад посещают 32 ребёнка, 5 сельских домов культуры, 4 библиотеки, 4 фельдшерских акушерских пункта, администрация сельсовета, 5 объектов розничной сети.

## Экономика
Торговля, заготовка дров для населения, крестьянские фермерские хозяйства «Кензап», «Ыйе», «Песково», предприятие «Мясковъ» по изготовлению мясных полуфабрикатов.